# معلومات مضللة عن الإيبولا
انتشرت العديد من نظريات المؤامرة والخدع وعلاجات الدجل حول فيروسات الإيبولا ، فيما يتعلق بأصل الفاشيات، وعلاجات مرض فيروس الإيبولا، والتدابير الوقائية .

## العلاجات الكاذبة وغير المثبتة
خلال وباء فيروس إيبولا في غرب إفريقيا (2013-2016) ، تم تسويق عدد من العلاجات غير المثبتة والمزيفة عبر الإنترنت في الولايات المتحدة، بما في ذلك سم الثعابين وفيتامين C و " الفضة النانوية " والعديد من العلاجات المثلية والعشبية ،   بما في ذلك زيت القرنفل والثوم وحساء الإيويدو .  وصف غاري كودي ، منسق مكافحة الاحتيال الصحي الوطني في إدارة الغذاء والدواء، مزودي هذه العلاجات غير المثبتة بأنهم "مثل أصحاب الأسقف الذين يطاردون العواصف، الذين يذهبون ويحاولون الاحتيال على الناس بعد عاصفة كبيرة. قد يرتكب بعضهم خطأً فادحاً ؛ تحاول الشركات الأخرى سرقة الناس ".  قال كودي أيضًا إن مشكلة العلاجات الغير صحيحة وغير المثبتة لا تكمن فقط في أنه من غير المرجح أن تنجح ، ولكن أيضًا أن مثل هذه العلاجات قد تؤدي إلى تأخير المرضى للرعاية الطبية الفعالة وفي الوقت المناسب في المستشفى. 

## طرق غير مثبتة وداحضة للوقاية من الإيبولا
خلال تفشي المرض في عامي 2014 و 2019 ، انتشر على الإنترنت عدد من العلاجات الخادعة للوقاية من الإيبولا. كان أحد هذه الخيوط المشتركة هو الاستخدام المتكرر للزيوت العطرية .  لا يوجد دليل على أن أيًا من هذه العلاجات سيقلل من خطر الإصابة بعدوى فيروس الإيبولا ، ولا توجد آليات معروفة ومقبولة لمثل هذا التأثير. 

## أصل الفيروس
خلال اندلاع عام 2014 في ليبيريا، زعم مقال في صحيفة ليبيريان أوبسيرفر أن الفيروس كان سلاحًا بيولوجيًا صممه الجيش الأمريكي كشكل من أشكال السيطرة على السكان.  وزعمت نظريات أخرى انتشرت عبر الإنترنت أثناء الوباء أن النظام العالمي الجديد قد صمم الفيروس لفرض الحجر الصحي وحظر السفر لتلين الانضمام في نهاية المطاف إلى الأحكام العرفية.  خلال تفشي المرض في جمهورية الكونغو الديمقراطية عام 2019، انتشرت شائعات بأن الفيروس تم استيراده إلى البلاد لتحقيق مكاسب مالية،  أو كجزء من مؤامرة لشراء أعضاء للسوق السوداء.  